# Глинсько (Целє)
Глинсько (словен. Glinsko) — поселення в общині Целє, Савинський регіон, Словенія. 
Висота над рівнем моря: 296,3 м.